# Probiotic

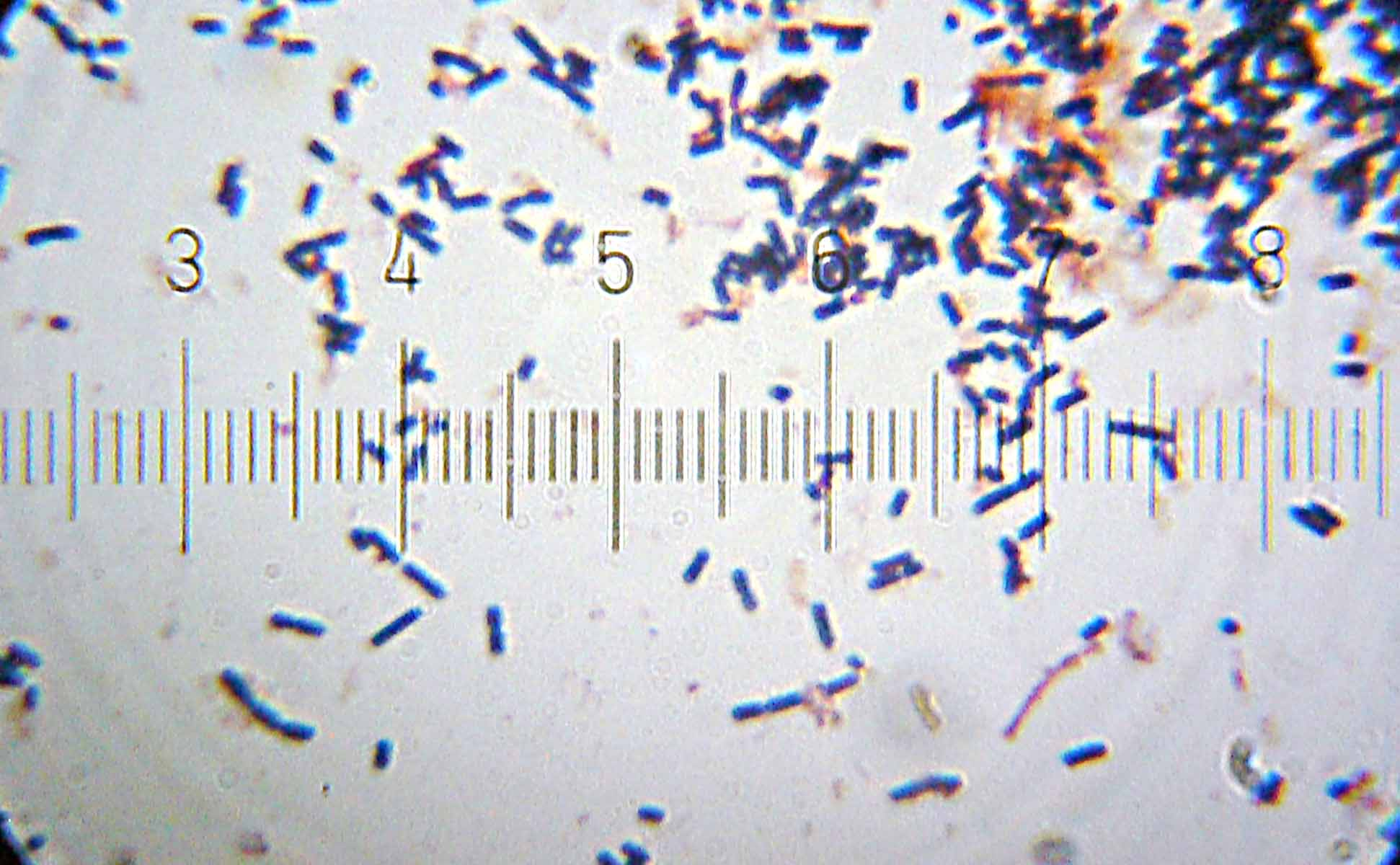
Lợi khuẩn

Probiotic hay lợi khuẩn gồm một nhóm các vi khuẩn rất khác nhau, có lợi cho sự tồn tại và phát triển của nhiều loài sinh vật khác, do phương thức sống cộng sinh tự nhiên, thường được tìm thấy trong hệ tiêu hoá của nhiều loài động vật. Chúng còn được gọi là "vi khuẩn thân thiện" hay "vi khuẩn có lợi" (vi khuẩn có lợi cho con người), những vi khuẩn này được bổ sung vào chế độ ăn nhằm cân bằng hệ vi khuẩn đường ruột để cải thiện sức khỏe. Đây là những vi sinh vật còn sống khi đưa vào cơ thể một lượng đầy đủ sẽ có lợi cho sức khỏe của "vật chủ" cộng sinh.
Theo nghĩa gốc, "biotic" hay "biosis" từ chữ "life" là đời sống, và "pro" là thân thiện, nên probiotic có thể hiểu theo nghĩa cái gì thân thiện với đời sống con người. Hiểu sát nghĩa hơn, đó là chất bổ sung dinh dưỡng chứa những vi khuẩn hay vi nấm có ích. Theo định nghĩa của Tổ chức lương nông thế giới (FAO) hay Tổ chức y tế thế giới (WHO), probiotic là những vi sinh vật còn sống khi đưa vào cơ thể một lượng đầy đủ sẽ có lợi cho sức khỏe của ký chủ.
Vi khuẩn lành mạnh này là một phần của hệ thống miễn dịch và giúp ngăn ngừa nhiễm trùng. Trong ruột, chúng phá vỡ các thực phẩm con người ăn vào để cung cấp một nguồn năng lượng cho các tế bào trong ruột. Probiotic được tìm thấy trong thực phẩm và cả các chất bổ sung (probiotic có thể là tự nhiên hoặc đã được thêm vào trong giai đoạn chế biến). Các thực phẩm này gồm sữa chua, đồ uống từ sữa chua, sữa lên men và chưa lên men, đậu tương lên men và một số nước hoa quả, đồ uống đậu nành.

## Định nghĩa
Một báo cáo của Tổ chức Y tế Thế giới (WHO) vào tháng 10 năm 2001 đã định nghĩa vi khuẩn có lợi như "các vi sinh vật sống, khi được dùng đủ lượng, mang lại lợi ích cho cơ thể người chủ nhân." Dựa theo định nghĩa này, một nhóm làm việc do Tổ chức Nông nghiệp và Lương thực (FAO)/WHO tổ chức vào tháng 5 năm 2002 đã phát hành Hướng dẫn Đánh giá Vi khuẩn có lợi trong Thực phẩm. Một định nghĩa phổ quát về thuật ngữ "vi khuẩn có lợi", dựa trên thông tin và bằng chứng khoa học hiện có, đã được thông qua sau cuộc hội thảo chuyên gia chung giữa Tổ chức Nông nghiệp và Lương thực (FAO) của Liên hợp quốc và WHO. Nỗ lực này cũng đi kèm với yêu cầu của các cơ quan quản lý cấp chính phủ địa phương và cấp siêu chính phủ để làm rõ hơn về các chứng minh về quảng cáo liên quan đến sức khỏe.
Nỗ lực toàn cầu đầu tiên đã được tiến xa hơn vào năm 2010; hai nhóm chuyên gia gồm các nhà khoa học học thuật và đại diện ngành công nghiệp đã đưa ra các gợi ý về cách đánh giá và xác minh những lời tuyên bố về lợi ích sức khỏe từ vi khuẩn có lợi. Những nguyên tắc tương tự đã xuất hiện từ hai nhóm này giống như đã được thể hiện trong "Hướng dẫn" của FAO/WHO vào năm 2002. Tuy định nghĩa này đã được phổ biến, nhưng không được Cơ quan An toàn thực phẩm châu Âu chấp nhận vì nó chứa một tuyên bố về sức khỏe không thể đo lường.
Một nhóm các chuyên gia khoa học đã tụ họp tại Canada vào tháng 10 năm 2013 để thảo luận về phạm vi và cách sử dụng thích hợp của thuật ngữ "vi khuẩn có lợi", và đã điều chỉnh định nghĩa thành "các vi sinh vật sống, khi được cung cấp trong số lượng đủ, mang lại lợi ích cho sức khỏe của người chủ nhân."

## Lịch sử
Probiotic đã thu hút sự chú ý mạnh mẽ trong thế kỷ 21 từ các nhà sản xuất sản phẩm, nghiên cứu khoa học và người tiêu dùng. Xuất phát từ việc sử dụng ban đầu của phô mai và các sản phẩm lên men, những thứ đã rất nổi tiếng với người Hy Lạp và La Mã và được khuyến nghị tiêu thụ. Quá trình lên men thực phẩm từ sữa đại diện cho một trong những kỹ thuật cổ điển nhất để bảo quản thực phẩm.

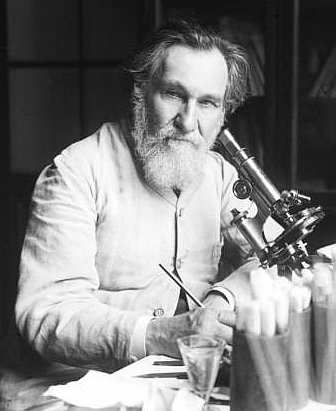
Nhà khoa học Nga và người đoạt giải Élie Metchnikoff đã đầu tiên đề xuất khả năng định cư vi khuẩn có lợi trong ruột vào đầu thế kỷ 20.

Giả thuyết hiện đại ban đầu về vai trò tích cực của một số vi khuẩn đã được giới thiệu lần đầu bởi nhà khoa học Nga và người đoạt giải Nobel, Élie Metchnikoff, người vào năm 1907 đã đề xuất khả năng sửa đổi vi sinh vật động động ruột và thay thế vi khuẩn có hại bằng vi khuẩn có ích. Metchnikoff, lúc đó là giáo sư tại Viện Pasteur ở Paris, đã đề xuất giả thuyết rằng quá trình lão hóa xuất phát từ hoạt động của các vi khuẩn phân giải (proteinolytic) sản xuất các chất độc hại trong ruột già. Các vi khuẩn phân giải protein như clostridia, một phần của vi sinh động động ruột bình thường, sản xuất các chất độc hại bao gồm phenol, indol, và ammonia từ quá trình tiêu hóa protein. Theo Metchnikoff, những hợp chất này gây ra những gì ông gọi là "tự nhiễm độc ruột", là nguyên nhân gây ra các thay đổi về mặt vật lý liên quan đến tuổi tác.
Vào thời điểm đó, sữa được lên men bằng vi khuẩn axit lactic đã trở nên phổ biến, và vi khuẩn này đã được biết đến có khả năng ngăn chặn sự phát triển của vi khuẩn phân giải protein nhờ sự giảm pH do quá trình lên men lactose tạo ra. Metchnikoff cũng đã quan sát thấy rằng một số dân cư nông thôn ở châu Âu, như ở Bulgaria và các vùng đồng cỏ ở Nga, sống chủ yếu bằng cách tiêu thụ sữa lên men bởi vi khuẩn axit lactic và họ có tuổi thọ cực kỳ lâu dài. Dựa trên những quan sát này, Metchnikoff đề xuất rằng việc tiêu thụ sữa lên men sẽ "gây mầm" vi khuẩn axit lactic vô hại vào ruột, từ đó làm giảm pH ruột và ức chế sự phát triển của vi khuẩn phân giải protein. Chính Metchnikoff đã áp dụng chế độ ăn sữa chua lên men vào khẩu phần của mình, sử dụng vi khuẩn mà ông gọi là "Bacillus Bulgaria", và ông tin rằng sức khỏe của mình đã được cải thiện. Tại Paris, bạn bè của ông cũng nhanh chóng tham gia và các bác sĩ bắt đầu chỉ định chế độ ăn sữa chua lên men cho bệnh nhân của họ.
Vi khuẩn Bifidobacteria lần đầu tiên được cách ly từ phân của một em bé được cho bú sữa mẹ bởi Henry Tissier, người cũng làm việc tại Viện Pasteur. Vi khuẩn cách ly ban đầu được đặt tên là Bacillus bifidus communis và sau đó đã được đổi tên thành chi Bifidobacterium. Tissier phát hiện ra rằng bifidobacteria chiếm ưu thế trong hệ vi sinh động ruột của trẻ sơ sinh được cho bú sữa mẹ và ông cũng quan sát thấy lợi ích lâm sàng từ việc sử dụng bifidobacteria để điều trị tiêu chảy ở trẻ em.
Trong một đợt bùng phát shigellosis vào năm 1917, giáo sư người Đức Alfred Nissle đã cô lập một dòng vi khuẩn Escherichia coli từ phân của một binh sĩ không bị ảnh hưởng bởi bệnh. Khi đó, khi chưa có kháng sinh, cần phải sử dụng các phương pháp điều trị bệnh nhiễm trùng và Nissle đã sử dụng dòng vi khuẩn Escherichia coli Nissle 1917 để điều trị các bệnh nhiễm trùng đường tiêu hóa cấp tính như bệnh salmonella và shigellosis.
Năm 1920, Rettger và Cheplin đã báo cáo rằng "Bacillus Bulgaria" của Metchnikoff, sau này được gọi là Lactobacillus delbrueckii subsp. bulgaricus, không thể tồn tại trong ruột người. Họ đã thực hiện thí nghiệm trên chuột và tình nguyện viên người bằng cách cho họ ăn Lactobacillus acidophilus. Họ nhận thấy vi khuẩn gây bệnh Balantidium coli và các vi khuẩn sản xuất khí khác đã biến mất. Rettger tiếp tục khám phá khả năng của L. acidophilus và cho rằng vi khuẩn gốc từ ruột có khả năng tạo ra tác động mong muốn trong môi trường này. Năm 1935, các dòng vi khuẩn L. acidophilus được tìm thấy rất hoạt động khi được cấy vào đường tiêu hóa của người.
Khác với kháng sinh, vi khuẩn có lợi được định nghĩa là các chất và vi khuẩn được tạo ra bởi vi khuẩn khác, kích thích sự phát triển của các vi khuẩn khác. Năm 1989, Roy Fuller đề xuất một định nghĩa cho vi khuẩn có lợi, từ đó đã được sử dụng rộng rãi: "Thức ăn bổ sung vi khuẩn sống tác động tốt lên cơ thể chủ bằng cách cải thiện cân bằng vi khuẩn trong ruột." Định nghĩa của Fuller tập trung vào việc vi khuẩn có lợi phải sống và tác động tốt lên cân bằng vi khuẩn ruột trong cơ thể chủ.
Thuật ngữ "vi khuẩn có lợi" ban đầu chỉ ám chỉ vi khuẩn tạo ra hiệu ứng lên các vi khuẩn khác. Khái niệm vi khuẩn có lợi bao gồm ý tưởng rằng các chất do một loại vi khuẩn tiết ra kích thích sự phát triển của loại vi khuẩn khác. Thuật ngữ này đã được sử dụng lần nữa để miêu tả chiết xuất từ mô tả kích thích sự phát triển vi khuẩn. Thuật ngữ "vi khuẩn có lợi" đã được Parker sử dụng, người đã định nghĩa khái niệm là "Các hợp chất và vi khuẩn có tác động tốt lên cơ thể chủ bằng cách đóng góp vào cân bằng vi khuẩn ruột của nó." Sau đó, định nghĩa này đã được cải thiện đáng kể bởi Fuller, ông mô tả vi khuẩn có lợi như "thức ăn bổ sung vi khuẩn sống tác động tốt lên cơ thể chủ bằng cách cải thiện cân bằng vi khuẩn ruột trong ruột của nó." Ông nhấn mạnh hai điểm quan trọng về vi khuẩn có lợi: vi khuẩn phải sống và có khả năng giúp cân bằng ruột.
Trong những thập kỷ tiếp theo, các loài vi khuẩn axit lactic trong ruột được cho là có lợi cho sức khỏe đã được giới thiệu như là vi khuẩn có lợi, bao gồm Lactobacillus rhamnosus, Lactobacillus casei, và Lactobacillus johnsonii.

### Nguyên gốc từ
Một số tài liệu cho rằng nguồn gốc của từ "probiotic" có nguồn từ tiếng Hy Lạp toàn bộ, nhưng thực tế đó là sự kết hợp của tiền tố Latin "pro", có nghĩa là 'cho', và tính từ Hy Lạp "βιωτικός" ("biōtikos"), có nghĩa là 'phù hợp cho cuộc sống, sống động', với nguồn gốc từ danh từ Hy Lạp "βίος" ("bios"), có nghĩa là 'cuộc sống'. Thuật ngữ này tương phản về mặt nguồn gốc từ với thuật ngữ "antibiotic" (kháng sinh), tuy nó không phải là một từ đối nghĩa hoàn toàn. Thuật ngữ liên quan "prebiotic" (tiền sinh hóa) xuất phát từ tiếng Latin "prae", có nghĩa là 'trước', và ám chỉ đến chất không tiêu hóa, có thể bị "lên men" để thúc đẩy sự phát triển của vi khuẩn đường ruột có lợi.

## Một số loại Probiotics phổ biến

### Khuẩn Bifidobacterium

#### Đặc điểm
Bifidobacterium  là tên của một chi gồm các vi khuẩn 
- Có dạng hình que (trực khuẩn), phân nhánh
- Thuộc nhóm vi khuẩn Gram (+)
- Thuộc dạng kị khí
- Không sinh bào tử.
- Do không có tiên mao nên bất động, ưa ẩm, nhiệt độ sinh trưởng tốt nhất là 31 C – 40 C.
- Lên men lactic dị hình, sản phẩm chính là acid acetic và acid lactic, không sinh CO2.

#### Các loài
- Bifidobacterium difidum.
- Bifidobacterium breve.
- Bifidobacterium infantis.
- Bifidobacterium longum.

### Khuẩn Lactobacillus

#### Đặc điểm
Lactobacillus là tên của một chi gồm các vi khuẩn 
- Có dạng hình que (trực khuẩn) hay hình cầu. Xếp riêng lẻ hoặc thành chuỗi.
- Thuộc nhóm vi khuẩn Gram (+)
- Không sinh bào tử.
- Thuộc dạng hiếu khí hay kị khí, ưa acid
- Môi trường sống chủ yếu trên chất nền chứa carbohydrate (lớp chất nhầy của người và động vật, chất thải và thực phẩm lên men hay hư hỏng).

#### Các loài
- Lactobacillus Reuteri
- Lactobacillus acidophilus.
- Lactobacillus bulgaricus.
- Lactobacillus casei.
- Lactobacillus plantarum.
- Lactobacillus rhamnosus.
- Lactobacillus GG.

Lactobacillus và Bifidobacterium là những vi khuẩn Gram dương, tạo acid lactic, tạo thành một phần chính của vi khuẩn đường ruột thông thường ở người và động vật. Những vi khuẩn "thân thiện" này đóng vai trò quan trọng trong việc đẩy mạnh sự kháng lại những sinh vật ngoại sinh nhất là sinh vật mang mầm bệnh.

### Khuẩn Bacillus

#### Đặc điểm
Bacillus là tên của một chi thuộc về họ Bacillaceae trong Firmicutes gồm rất nhiều loài khác nhau, trong đó đa số là vô hại
- Có dạng hình que (trực khuẩn)
- Thuộc nhóm vi khuẩn Gram (+)
- Thuộc dạng hiếu khí.
- Có khả năng tạo ra bào tử gần như hình cầu, để tồn tại trong trạng thái "ngủ đông" trong thời gian dài.

#### Các loài
- Bacillus clausii.
- Bacillus polyfermenticus.
- Bacillus subtilis.
- Bacillus Coagulans

## Lợi ích
Lợi khuẩn này có nhiều giá trị thiết thực với con người như:
- Củng cố thành ruột bằng cách gắn vào thành ruột non, "ngăn chặn", cạnh tranh làm giảm bớt sự phát triển của các vi khuẩn gây hại gây bệnh cho hệ tiêu hoá.
- Kích thích hoạt tính men Lactase của cơ thể nhằm cải thiện quá trình tiêu hóa và hấp thu Lactose ở những người ít hay không dung nạp Lacto.
- Tăng cường sức đề kháng của ruột do kích thích lên hệ miễn dịch. Tăng cường miễn dịch bằng cách làm tăng sản sinh ra mucin, một protein được thấy trong nước bọt và các màng nhầy của đường ruột, qua đó giúp bảo vệ chống lại ma sát và bào mòn và tạo ra một môi trường không thích hợp cho vi khuẩn có hại. Chúng cũng tăng sản xuất ra các kháng thể immunoglobulin A (IgA), là các protein nhận dạng ra và chống lại các tác nhân ngoại xâm trong cơ thể.
- Sản xuất các axit mạnh, tăng tốc chuyển hoá và bài tiết chất độc.
- Giảm cholesterol hay triglyceride trong máu.

## Khuyến nghị
Các sản phẩm thực phẩm có chứa lợi khuẩn Probiotic có lợi cho sức khỏe đã được nghiên cứu và sản xuất từ rất lâu ở Mỹ, Nhật và một số quốc gia ở châu Âu như một số sản phẩm sữa chua, pho mát, kem, các chế phẩm đặc biệt như của BioGaia, Simbiosistem... Tại Việt Nam, các thực phẩm có chứa lợi khuẩn Probiotics bắt đầu xuất hiện trên thị trường.

## Ứng dụng

### Trong nông nghiệp
Việc sử dụng probiotic ở động vật và nuôi trồng thủy sản được đánh giá cao. Probiotic giúp cải thiện sức khỏe của động vật, giúp tăng trọng, giảm tỉ lệ chết non và ngăn chặn tác nhân gây bệnh. Sự lạm dụng kháng sinh trong ngành chăn nuôi và khả năng đề kháng kháng sinh đã làm tăng mối quan tâm đến probiotics.
Việc sử dụng probiotics trong thực phẩm được để xuất rằng có thể làm giảm nguy cơ gây bệnh từ thực phẩm sang người. Ủy ban khoa học châu Âu (EC) về dinh dưỡng động vật (2003) đã khuyến cáo rằng: những giống vi khuẩn trước đây có thể chấp nhận như một probiotic động vật thì bản chất của gen đề kháng kháng sinh phải được xác định và những chủng mang gen đề kháng kháng sinh được sử dụng trong y dược thì không nên bổ sung vào thức ăn chăn nuôi trừ khi vi khuẩn đó có đột biến trên gen đề kháng kháng sinh. Chính sách này sẽ ngăn chặn được việc sử dụng các vi khuẩn có khả năng truyền gen kháng kháng sinh sang các vi khuẩn khác làm probiotic bổ sung vào thức ăn chăn nuôi. Điều này cũng hạn chế ứng dụng của probiotic cho người.
Thực tế thì probiotic cần thiết được bổ sung vào thức ăn chăn nuôi trong nông nghiệp và nuôi trồng thủy sản và an toàn đối với con người. Sự bám dính lên niêm mạc đường tiêu hóa của vi khuẩn probiotic được xem là cơ chế quan trọng để ngăn các tác nhân gây bệnh.
Về Gia súc:
- Fastrack, một sản phẩm của động vật nhai lại, chứa Lactobacillus acidophilus và Stretococcus faecium, chúng tạo ra acid lactic; nấm men giúp bổ sung vitamin B và những enzyme tiêu hóa...
- Ở bê, Fastrack hỗ trợ tăng trọng, giảm bệnh tiêu chảy và những xáo trộn tiêu hóa khác.
- Ở bò, tăng sản lượng sữa và sự thèm ăn.
- Ở cừu và dê, tăng lượng thức ăn.

Về gia cầm:
Những nghiên cứu trên gia cầm tại tại các trường đại học của Maryland và phía Bắc bang Carolina, sử dụng một sản phẩm có tên là Primalac cho thấy là probiotic định cư ở ruột với những vi khuẩn có lợi và loại trừ bệnh gây ra bởi các sinh vật như E.coli, Salmonella và Clostridium ở những vị trí lông nhung của ruột non, nơi mà vi khuẩn có hại sẽ phá hủy lông nhung.
Probiotic gia tăng sự kháng bệnh bằng cách tăng độ cao của lông nhung và tăng độ sâu của các khe nằm giữa lông nhung, theo cách đó sẽ gia tăng được diện tích bề mặt hấp thu chất dinh dưỡng. Vì vật sẽ gia tăng hiệu quả hấp thụ thức ăn. Nghiên cứu cũng cho thấy Primalac giúp động vật chống lại sự lây nhiễm trùng cầu (Eimeria acervulina), chúng phá hủy những đàn gà giống.
Những nhà khoa học từ viện nghiên cứu thực phẩm ở Norwich, nước Anh báo cáo là những probiotic đặc biệt có thể tiêu diệt mầm bệnh vi khuẩn sống ở ruột gia cầm, do đó giúp loại bỏ mối đe dọa sự ngộ độc thực phẩm vi khuẩn từ chuỗi thức ăn.
Sử dụng chủng Lactic Pediococus pentosaceus HNO2 để sản xuất chế phẩm bảo quản cá.

### Trong thực phẩm
Các loài vi khuẩn axit lactic sống có mặt trong các sản phẩm sữa lên men, các loại thực phẩm lên men khác và thực phẩm bổ sung vi khuẩn axit lactic.
Hơn nữa, vi khuẩn axit lactic (LABs), là những vi khuẩn thực phẩm lên men, có khả năng ngăn chặn sự hỏng của thực phẩm và cải thiện giá trị dinh dưỡng của các thực phẩm chúng sinh sống trong đó. Do chi phí thấp và yêu cầu năng lượng thấp khi xử lý và chuẩn bị thực phẩm, phương pháp lên men axit kết hợp với việc sử dụng muối vẫn là một trong những cách bảo quản hiệu quả nhất cho rau củ tươi, bột ngũ cốc và hỗn hợp sữa-ngũ cốc.
Các sản phẩm lên men chứa vi khuẩn axit lactic bao gồm rau cải như dưa chuột lên men, kimchi, pao cai, và sauerkraut; bánh mì lên men hoặc các sản phẩm tương tự bánh mì được làm từ bột mà không có bột lúa mì hoặc lúa mạch; các loại nước sốt và các bột có vị thịt/peptide được sản xuất thông qua quá trình lên men của ngũ cốc và đậu; hỗn hợp lên men giữa ngũ cốc-cá-tôm và các loại thịt lên men; sản phẩm đậu nành như tempeh, miso, và nước tương; các sản phẩm sữa như sữa chua, kefir, sữa chua lắc; và các sản phẩm không chứa sữa như phấn hoa ong.
Để rõ hơn, trong sauerkraut, có những loại vi khuẩn như Leuconostoc mesenteroides, Lactobacillus plantarum, Pediococcus pentosaceus, Lactobacillus brevis, Leuconostoc citreum, Leuconostoc argentinum, Lactobacillus paraplantarum, Lactobacillus coryniformis, và Weissella spp. Trong kimchi, có vi khuẩn như Leuconostoc spp., Weissella spp., và Lactobacillus spp. Pao cai chứa vi khuẩn như L. pentosus, L. plantarum , Leuconostoc mesenteroides , L. brevis, L. lactis, và L. fermentum.
Ngoài ra, còn nhiều loại vi khuẩn khác tìm thấy trong nhiều loại trái cây và rau quả lên men ở châu Á. Trong kefir, các loại vi khuẩn như Lactobacillus acidophilus, Bifidobacterium bifidum, Streptococcus thermophilus, Lactobacillus delbrueckii subsp. bulgaricus, Lactobacillus helveticus, Lactobacillus kefiranofaciens, Lactococcus lactis, và các loài của Leuconostoc. Buttermilk chứa Lactococcus lactis hoặc L. bulgaricus.
Những vi khuẩn axít khác, được cho là có tác dụng probiotic, cũng có thể được tìm thấy trong kombucha. Đồ uống này chứa vi khuẩn Gluconacetobacter xylinus. Ngoài ra, nó còn chứa vi khuẩn Zygosaccharomyces sp., Acetobacter pasteurianus, Acetobacter aceti, và Gluconobacter oxydans.

## Quy định
Tính đến năm 2019, Cơ quan An toàn Thực phẩm châu Âu (EFSA) đã từ chối tất cả các đơn đề nghị của các nhà sản xuất thương mại về các tuyên bố về lợi ích sức khỏe trên sản phẩm vi khuẩn có lợi tại châu Âu do thiếu chứng cứ đủ về cơ chế nguyên nhân-hậu quả cho lợi ích, do đó không có bằng chứng thuyết phục về hiệu quả. Ủy ban châu Âu đã áp đặt lệnh cấm việc đặt chữ "vi khuẩn có lợi" trên bao bì sản phẩm vì nhãn hiệu như vậy gây hiểu lầm cho người tiêu dùng rằng sản phẩm mang lại lợi ích cho sức khỏe trong khi không có bằng chứng khoa học chứng minh tác động sức khỏe đó.
Ở Hoa Kỳ, Cục Quản lý Thực phẩm và Dược phẩm (FDA) và Ủy ban Thương mại Liên bang (FTC) đã ra các thông báo cảnh báo và áp đặt hình phạt đối với các nhà sản xuất sản phẩm vi khuẩn có lợi có nhãn hiệu tuyên bố điều trị bệnh hoặc tình trạng sức khỏe. Nhãn sản phẩm thực phẩm yêu cầu sử dụng ngôn ngữ được FDA chấp thuận, do đó các nhà sản xuất vi khuẩn có lợi đã nhận các thông báo cảnh báo vì đưa ra tuyên bố về bệnh hoặc điều trị. FTC đã thực hiện các biện pháp trừng phạt, bao gồm một khoản tiền phạt 21 triệu USD do 39 chính quyền tiểu bang khác nhau đồng loạt đưa ra đối với một nhà sản xuất sản phẩm vi khuẩn lớn vì quảng cáo gian dối và các tuyên bố thổi phồng về lợi ích sức khỏe từ sữa chua và đồ uống sữa lên men có vi khuẩn có lợi.

### Nhãn trên hộp sữa chua
Hiệp hội Sữa chua Quốc gia (NYA) của Hoa Kỳ trao "Dấu Ấn Vi khuẩn Sống & Hoạt động" cho các sản phẩm sữa chua làm mát chứa 100 triệu tế bào trên mỗi gam, hoặc các sản phẩm sữa chua đông lạnh chứa 10 triệu tế bào trên mỗi gam vào thời điểm sản xuất. Năm 2002, FDA và Tổ chức Y tế Thế giới (WHO) đã khuyến nghị rằng "số lượng tối thiểu của mỗi dòng vi khuẩn có lợi vào cuối hạn sử dụng" phải được báo cáo trên nhãn sản phẩm, nhưng hầu hết các công ty thường báo cáo số lượng tế bào có khả năng sống sót vào thời điểm sản xuất, một con số có thể cao hơn nhiều so với con số tồn tại vào lúc tiêu thụ. Do sự biến đổi trong điều kiện lưu trữ và thời gian trước khi ăn, việc xác định chính xác bao nhiêu tế bào vi khuẩn hoạt động vẫn còn lại vào thời điểm tiêu thụ là khó khăn. Sự tồn tại của vi khuẩn có lợi phụ thuộc mạnh mẽ vào nhiệt độ lưu trữ và sự mất mát khả năng sống sót đáng kể đã xảy ra ở nhiệt độ phòng so với nhiệt độ lạnh.

## Tiêu thụ
Vào năm 2015, giá trị thị trường bán lẻ toàn cầu của sản phẩm vi khuẩn có lợi đạt 41 tỷ đô la Mỹ, bao gồm doanh số bán hàng của các bổ sung vi khuẩn có lợi, sản phẩm sữa lên men và sữa chua. Riêng sữa chua đã chiếm tới 75% tổng lượng tiêu thụ. Trong năm 2015, sự đổi mới trong các sản phẩm vi khuẩn có lợi chủ yếu tập trung vào các bổ sung, với doanh thu 4 tỷ đô la Mỹ và dự kiến tăng 37% trên toàn cầu đến năm 2020. Tại Trung Quốc, tiêu thụ các sản phẩm sữa chua đã tăng 20% mỗi năm kể từ năm 2014.